# Филиппик
Филиппик Вардан (греч. Φιλιππικός Βαρδάνης; арм. Վարդան, Vardan) — византийский император в 711—713 годах.

## Биография
Вардан был сыном патриция Никифора, по одной из версий, армянина по происхождению, проживавшего в одной из колоний в Пергаме. Существует точка зрения о его персидском происхождении. Убеждённый монофелит, он имел неосторожность заявить о своих претензиях на императорский трон, про что донесли царствовавшему императору Тиверию ІІІ Апсимару, и тот арестовал Вардана и сослал на остров Кефалония. Император Юстиниан II, свергнувший Тиверия в 705 году, заменил Вардану место ссылки на Херсонес Таврический. Здесь Вардан принимает имя Филиппика и успешно подстрекает жителей к восстанию с помощью хазар. Юстиниан послал в Крым войско, которое должно было наказать Херсонес за то, что он не оказал поддержки императору во время его несчастья в ссылке, но войско возмутилось и провозгласило императором Филиппика. В то время как Юстиниан II собирал отряды в Малой Азии, мятежники захватили Константинополь. Юстиниан II бежал, и 11 декабря 711 года был убит.
Филиппик сразу же после прихода к власти объявил об отмене постановлений Шестого Вселенского собора. Монофелитство стало официальной верой империи (под давлением императора патриарх Иоанн VI в 712 году закрепил это на поместном Соборе. В ответ Католическая церковь отказалась признать нового императора и его патриарха. Это вызвало широкое недовольство. К тому же, император не справлялся с управлением. Арабы с востока, болгары с северо-запада совершали набеги на империю, грабя и уводя невольников. Император же непрерывно пировал. Ему вменяли в вину среди прочего блуд с монахинями. После одного из пиров заговорщики захватили сонного и полупьяного императора и немедленно его ослепили. Императором стал протоасикрит Артемий, принявший имя Анастасий ІІ. Ослеплённый Филиппик был сослан в Далмацию, где скончался 20 января 714 года.